# Jonathan Pie
Jonathan Pie  é um repórter de notícias britânico fictício, criado e interpretado pelo ator e comediante britânico Tom Walker. 
Pie aparece em uma série de vídeos onde ele fala sobre o estado da política no Reino Unido, apresentado como se ele fosse um repórter real expressando suas opiniões pessoais para a câmera antes ou depois da gravação de um segmento de notícias regulares.
No primeiro vídeo de Pie, lançado logo após a eleição de Jeremy Corbyn como líder do Partido Trabalhista, ele aparece comentando as principais notícias da mídia que deram um peso especial ao relacionamento anterior de Corbyn com Diane Abbott Walker logo foi abordado por várias empresas de mídia, incluindo a RT do Reino Unido, a rede de televisão financiada pelo governo russo, que lhe ofereceu uma completa liberdade criativa. Ele trabalhou com a RT por vários meses, antes de sair em julho de 2016, antes de sua aparição no Edinburgh Festival Fringe em agosto.
O personagem recebeu cobertura internacional após as eleições de 2016 nos EUA, quando seu vídeo sobre a vitória de Donald Trump se tornou viral, tornando-se um dos vídeo mais vistos do YouTube. Alguns meios de comunicação, incluindo a PJ Media, não reconheceram Jonathan Pie como um personagem fictício, apresentando-o como um "repórter esquerdista britânico" real e profissional.